# Hillview (Illinois)
Hillview – wieś w Stanach Zjednoczonych, w stanie Illinois, w hrabstwie Greene. Według spisu z 2000 wioskę zamieszkuje 179 osób. W 2023 liczba mieszkańców spadła do zaledwie 90 osób, a gęstość zaludnienia poniżej 41 osób/km². Należy do miejscowości o najmniejszym zaludnieniu w stanie Illinois.

## Topografia
Wioska zajmuje powierzchnię 2,2 km², całą powierzchnię stanowi ląd.

## Demografia
Według spisu z 2000 wioskę zamieszkuje 179 osób tworzących 50 rodzin i skupionych w 63 gospodarstwach domowych. Gęstość zaludnienia wynosi 81,3 osoby/km². W wiosce znajdują się 72 budynki mieszkalne, a ich gęstość występowania wynosi 32,7 mieszkania/km². Wioskę zamieszkuje 100% ludności białej.
W wiosce są 63 gospodarstwa domowe, w których 30,2% mieszkańców stanowią dzieci poniżej 18 roku życia wraz z rodzicami, 65,1% - małżeństwa, 7,9% - kobiety niezamężne oraz 20,6% - osoby samotne. 19% wszystkich gospodarstw domowych składa się z jednej osoby, a 12,7% mieszkających samotnie ma powyżej 65 roku życia. Średnia wielkość gospodarstwa domowego wynosi 2,84 osoby, natomiast rodziny 3,24 osoby. 
Przedział wiekowy kształtuje się następująco: 28,5% stanowią osoby poniżej 18 roku życia, 5% - osoby pomiędzy 18 a 24 rokiem życia, 27,9% - osoby pomiędzy 25 a 44 rokiem życia, 21,8% - osoby pomiędzy 45 a 64 rokiem życia oraz 16,8% - osoby powyżej 65 roku życia. Średni wiek wynosi 35 lat. Na 100 kobiet przypada 98,9 mężczyzn. Na 100 kobiet powyżej 18 roku życia przypada 93,9 mężczyzn.
Średni dochód dla gospodarstwa domowego wynosi 24 167 USD, a dla rodziny - 25 625 USD. Dochody mężczyzn wynoszą średnio 15 625 USD, a kobiet 18 750 USD. Średni dochód na osobę w mieście wynosi 9167 USD. Około 23,7% rodzin i 25,3% populacji miasta żyje poniżej minimum socjalnego, z czego 25,5% jest poniżej 18 roku życia i 15,4% powyżej 65 roku życia.